# Josip Pirmajer
Josip Pirmajer, cirill betűkkel Јосип Пирмајер (Trifail, 1944. február 14. – Szenttamás, 2018. június 24.) jugoszláv válogatott szlovén labdarúgó, csatár, edző.

## Pályafutása

### Klubcsapatban
1944. február 14-én született a náci Németországhoz tartozó Trifailban, a mai Szlovénia területén. Családja 1947-ben a vajdasági Szenttamásra költözött. Itt kezdte a labdarúgást az Elan Srbobran korosztályos csapatában. 1960 és 1963 között az RFK Novi Sad játékosa volt. 1964 és 1968 között a Partizan csapatában szerepelt. A belgrádi csapattal az 1964–65-ös idényben bajnokságot nyert. A következő idényben a BEK döntőjéig jutott a csapattal, ahol 2–1 vereséget szenvedtek a Real Madridtól. 1968 és 1972 között az FK Vojvodina, 1972 és 1975 között a francia Nîmes Olympique, 1975 és 1977 között ismét az RFK Novi Sad labdarúgója volt.

### A válogatottban
1964-ben négy alkalommal szerepelt a jugoszláv válogatottban. Részt vett az 1964-es tokiói olimpián.

### Edzőként
Volt klubjánál az RFK Novi Sad csapatnál kezdte edzői pályafutását. Tevékenykedett a Jedinstvo Novi Bečej, a Vojvodina (1997–98), az Elan Srbobran, az FK Beograd, a macedón Sileks, a Big Bul Bačinci, az FK Bečej és a Sloga Erdevik (2011) csapatainál.

## Sikerei, díjai
FK Partizan
- Jugoszláv bajnokság
  - bajnok: 1964–65
- Bajnokcsapatok Európa-kupája (BEK)
  - döntős: 1965–66